# Droga krajowa B44 (Austria)
Droga krajowa B44 (Neulengbacher Straße) – droga krajowa w Austrii położona na zachód od stolicy kraju – Wiednia. Arteria zaczyna się  na przedmieściach Purkersdorf. Jedno-jezdniowa trasa biegnie dalej wzdłuż Autostrady Zachodniej do miasta Neulengbach, gdzie krzyżuje się z Tullner Straße.